# Iris Zscherpe
Iris Zscherpe   (Berlín, 7 de gener de 1967) és una nedadora alemanya, ja retirada, especialista en estil lliure, que va competir sota bandera de la República Federal Alemanya durant la dècada de 1980.
El 1984 va prendre part en els Jocs Olímpics d'Estiu de Los Angeles, on va disputar tres proves del programa de natació. Formant equip amb Susanne Schuster, Christiane Pielke i Karin Seick guanyà la medalla de bronze en els 4x100 metres lliures, mentre en els 100 metres lliures fou novena i en els 200 metres lliures desena.
En el seu palmarès també destaquen dues medalles en el Campionat d'Europa de natació, de bronze el 1983 i de plata el 1985, en ambdues ocasions en els 4x100 metres lliures. El 1986 guanyà els campionats nacionals dels 50 i 200 metres lliures.